# Spargania denguera
Spargania denguera là một loài bướm đêm trong họ Geometridae.